# Лихва
Лихва във финансите и икономиката е съотношението между оценяването на настоящите блага в сравнение с бъдещите. Тя бива платена от заемателя, за използваните пари на заемодателя. С други думи това е сумата, дължима се срещу временно използване на паричен ресурс. Колкото по-малка е разликата в стойността, приписвана на бъдещите стоки, толкова по-нисък е процентът на естествената лихва. Естествената лихва е съотношението между стойността, приписвана на удовлетворяването на нужди в непосредственото бъдеще, и тази, приписвана на удовлетворението на нужди в далечното бъдеще. Фактът, че не полагаме повече грижи за бъдещето, се дължи на склонността ни да претегляме удовлетворението в по-близко бъдеще срещу това в по-далечно. Съотношението, породено от тази оценка, представлява естествената лихва. Естествената лихва не е „цената, плащана за услугите, оказвани от капитала“. Напротив тъкмо явлението „естествена лихва“ обяснява защо изискващите по-малко време методи за производство се използват, въпреки факта че изискващите повече време методи ще произведат по-големи количества продукт на единица суровина. Нещо повече естествената лихва обяснява защо обработваемата земя може да бъде купувана и продавана на крайни цени. Естествената лихва не е цена, определена на пазара от взаимодействията на търсенето и предлагането на капитал или капиталови стоки. Нейният размер не зависи от обема на търсене и предлагане. По-скоро именно тя определя търсенето и предлагането на капиталови стоки: тя е белегът каква част от наличните количества стоки трябва да бъдат предназначени за потребление в непосредствено бъдеще и колко трябва да бъдат отделени за по-далечни бъдещи периоди. Хората не спестяват и не трупат капитал заради лихвата. Лихвата нито е стимул за спестяване, нито възнаграждение или компенсация за въздържането от незабавно потребление. Тя е съотношение в оценката на съществуващите стоки в сравнение с бъдещи стоки.
По смисъла на §1, т. 11 от Допълнителните разпоредби на Закона за облагане на доходите на физическите лица (ЗОДФЛ), лихва е „доход от всякакъв вид вземания за дълг ..., както и доходите от облигации, бонове и други финансови инструменти, свързани с тези ценни книжа“.

## Произход на думата
От старобългарската лихва, която е от праславянската *liхva – заемка от готската leiƕa – заем, от глагола lеiƕаn – давам на заем. Сравни със старовисоконемската lîhan.

## Видове лихва
- Проста лихва – тя се изчислява само върху заетите парични средства. При олихвяването лихвата не се прибавя' към основната сума, за да носи и тя лихва през следващите периоди.

{\displaystyle A(t)=A_{0}\cdot (1+t\cdot r)\,}
- - {\displaystyle A(t)} = Сума след {\displaystyle t} години
  - {\displaystyle A_{0}}= главница (заетата сума)
  - {\displaystyle r} = годишна лихва
  - {\displaystyle t} = времето в години

- Сложна лихва (анатоцизъм) – наричана още капитализирана лихва. Изчислява се като към основната сума се прибави лихвата от предходния период и в следващия период има лихва върху новата нараснала сума.

{\displaystyle A(t)=A_{0}\left(1+{\frac {r}{n}}\right)^{n\cdot t}}, където
- - {\displaystyle n} = брой на периодите за година

Кое е по-изгодно:да се вложат пари на тримесечен влог при 8% годишна лихва, или за една година при лихва 8,3%?
{\displaystyle S_{1}=A_{0}(1+{\frac {8}{100}}*{\frac {3}{12}})^{{\frac {12}{3}}*1}}
{\displaystyle S_{2}=A_{0}(1+{\frac {8,3}{100}}*{\frac {12}{12}})^{{\frac {12}{12}}*1}}
Може най-лесно да се намери коя сума е по-голяма при задаване на определено число за цялата сума или да намерим отношението {\displaystyle {\frac {S_{1}}{S_{2}}}}, при което се установява, че 8,3% годишна лихва е по-изгодна.

## Правни проблеми на възнаградителната лихва
Макар в закона да няма максимална граница на възнаградителната лихва, която може да бъде уговаряна между страните по един договор, съдебната практика приема, че същата може да бъде обявена за нищожна и недължима поради накърняване на добрите нрави.